# ژان رینیو دو سگره
ژان رنیول دو سگره (به فرانسوی: Jean Regnault de Segrais) شاعر، ادبیاتشناس و مترجم قرن هفدهم میلادی اهل فرانسه است.